# Miagrammopes spatulatus
Miagrammopes spatulatus är en spindelart som beskrevs av Dong et al. 2004. Miagrammopes spatulatus ingår i släktet Miagrammopes och familjen krusnätsspindlar. Inga underarter finns listade i Catalogue of Life.